# Маріана Діас-Оліва
Маріана Діас-Оліва (ісп. Mariana Díaz Oliva; нар. 11 березня 1976) — колишня аргентинська тенісистка. 
Найвищу одиночну позицію рейтингу WTA — ранг 42 досягнула в 2001 році. Завершила кар'єру 2006 року.

## Фінали турнірів WTA

### Одиночний розряд: 3 (1–2)
| Перемога — Легенда (до/з 2010) |
| ------------------------------ |
| Турніри Великого шолома (0–0)  |
| Турніри WTA Tour (0–0)         |
| Tier I (0–0)                   |
| Tier II (0–0)                  |
| Tier III, IV & V (1–2)         |

| Результат | Ранг | Дата           | Турнір                                                | Покриття | Опонент in the final | Рахунок in the final |
| Поразка   | 1.   | 30 квітня 2001 | Бол, Хорватія                                         | Ґрунт    | Анхелес Монтоліо     | 6–3, 2–6, 5–7        |
| Перемога  | 1.   | 8 липня 2002   | Internazionali Femminili di Tennis di Palermo, Італія | Ґрунт    | Віра Звонарьова      | 6–7(6–8), 6–1, 6–3   |
| Поразка   | 2.   | 2 березня 2003 | Abierto Mexicano TELCEL, Мексика                      | Ґрунт    | Аманда Кетцер        | 5–7, 3–6             |

### Парний розряд: 2 (0–2)
| Перемога — Легенда (до/з 2010) |
| ------------------------------ |
| Турніри Великого шолома (0–0)  |
| Турніри WTA Tour (0–0)         |
| Tier I (0–0)                   |
| Tier II (0–0)                  |
| Tier III, IV & V (0–2)         |

| Результат | Ранг | Дата          | Турнір                                                 | Покриття | Партнер        | Опоненти                             | Рахунок       |
| --------- | ---- | ------------- | ------------------------------------------------------ | -------- | -------------- | ------------------------------------ | ------------- |
| Поразка   | 1.   | 1 жовтня 2006 | Hansol Korea Open Tennis Championships, Південна Корея | Тверде   | Чжуан Цзяжун   | Вірхінія Руано Паскуаль Паола Суарес | 2–6, 3–6      |
| Поразка   | 2.   | 9 жовтня 2006 | PTT Bangkok Open, Bangkok, Таїланд                     | Тверде   | Наталі Грандін | Ваня Кінг Єлена Костанич-Тошич       | 5–7, 6–2, 5–7 |

## Фінали ITF

### Одиночний розряд (16–11)
| Легенда          |
| ---------------- |
| Турніри $100,000 |
| Турніри $75,000  |
| Турніри $50,000  |
| Турніри $25,000  |
| Турніри $10,000  |

| Результат | Ранг | Дата              | Турнір                           | Покриття | Опонент                   | Рахунок                 |
| --------- | ---- | ----------------- | -------------------------------- | -------- | ------------------------- | ----------------------- |
| Перемога  | 1.   | 19 жовтня 1992    | Буенос-Айрес, Аргентина          | Ґрунт    | Клаудія Чабалгойті        | 6–4, 2–6, 6–2           |
| Перемога  | 2.   | 2 серпня 1993     | Дублін, Ірландія                 | Ґрунт    | Vanina Casanova           | 6–4, 6–3                |
| Перемога  | 3.   | 9 серпня 1993     | Rebecq, Бельгія                  | Ґрунт    | Stefania Pifferi          | 0–6, 6–4, 6–1           |
| Перемога  | 4.   | 16 серпня 1993    | Koksijde, Бельгія                | Ґрунт    | Стефані Девіль            | 6–1, 6–3                |
| Поразка   | 5.   | 18 жовтня 1993    | Буенос-Айрес, Аргентина          | Ґрунт    | Лаура Монтальво           | 2–6, 4–6                |
| Поразка   | 6.   | 1 листопада 1993  | Белу-Оризонті, Бразилія          | Ґрунт    | Maria-Farnes Capistrano   | 4–6, 6–1, 6–7(6–8)      |
| Перемога  | 7.   | 4 вересня 1995    | Медельїн, Колумбія               | Ґрунт    | Еуженія Мая               | 6–4, 6–1                |
| Перемога  | 8.   | 11 вересня 1995   | Букараманґа, Колумбія            | Ґрунт    | Ніна Ніттінгер            | 7–5, 6–2                |
| Поразка   | 9.   | 18 вересня 1995   | Манісалес, Колумбія              | Ґрунт    | Carmiña Giraldo           | 3–6, 4–6                |
| Перемога  | 10.  | 25 вересня 1995   | Гуаякіль, Еквадор                | Ґрунт    | Paula Rosado              | 6–0, 6–2                |
| Поразка   | 11.  | 16 жовтня 1995    | Асунсьйон, Парагвай              | Ґрунт    | Ларісса Шерер             | 2–6, 1–6                |
| Перемога  | 12.  | 23 жовтня 1995    | Буенос-Айрес, Аргентина          | Ґрунт    | Паола Суарес              | 2–6, 6–4, 6–3           |
| Перемога  | 13.  | 6 листопада 1995  | Сан-Паулу, Бразилія              | Ґрунт    | Laura Montalvo            | 6–3, 6–1                |
| Перемога  | 14.  | 28 липня 1996     | Буенос-Айрес, Аргентина          | Ґрунт    | Марія Фернанда Ланда      | 6–3, 7–6(7–5)           |
| Поразка   | 15.  | 25 серпня 1996    | Афіни, Греція                    | Ґрунт    | Магі Серна                | 7–5, 3–6, 2–6           |
| Поразка   | 16.  | 29 вересня 1996   | Бухарест, Румунія                | Ґрунт    | Кетеліна Крістя           | 5–7, 6–3, 6–7(1–7)      |
| Перемога  | 17.  | 10 листопада 1996 | Сан-Паулу, Бразилія              | Ґрунт    | Андреа Віейра             | 7–5, 6–3                |
| Поразка   | 18.  | 15 червня 1997    | Будапешт, Угорщина               | Ґрунт    | Гала Леон Гарсія          | 5–7, 2–6                |
| Перемога  | 19.  | 28 вересня 1997   | Сан-Мігель-де-Тукуман, Аргентина | Ґрунт    | Laura Montalvo            | 6–2, 6–7(3–7), 7–6(7–0) |
| Перемога  | 20.  | 2 листопада 1997  | Можі-дас-Крузіс, Бразилія        | Ґрунт    | Кончіта Мартінес Гранадос | 6–0, 6–0                |
| Поразка   | 21.  | 5 липня 1998      | Орбетелло, Італія                | Ґрунт    | Фабіола Сулуага           | 1–6, 6–7                |
| Поразка   | 22.  | 11 липня 1999     | Чивітанова-Марке, Італія         | Ґрунт    | Tatiana Garbin            | 4–6, 6–4, 1–6           |
| Перемога  | 23.  | 1 жовтня 2000     | Тбілісі, Грузія                  | Ґрунт    | Марія Головизніна         | 3–6, 6–2, 6–2           |
| Поразка   | 24.  | 9 червня 2002     | Казерта, Італія                  | Ґрунт    | Клара Закопалова          | 6–7(4–7), 7–5, 5–7      |
| Перемога  | 25.  | 4 серпня 2002     | Сен-Годан, Франція               | Ґрунт    | Мая Матевжич              | 6–4, 6–1                |
| Перемога  | 26.  | 21 листопада 2004 | Пуебла, Мексика                  | Тверде   | Матільда Йоганссон        | 6–3, 6–1                |
| Поразка   | 27.  | 28 листопада 2004 | Сан-Луїс-Потосі, Мексика         | Тверде   | Мелінда Цінк              | 0–6, 7–5, 3–6           |

### Парний розряд (15–8)
| Результат | Ранг | Дата              | Турнір                   | Покриття   | Партнер                | Опоненти                                        | Рахунок            |
| --------- | ---- | ----------------- | ------------------------ | ---------- | ---------------------- | ----------------------------------------------- | ------------------ |
| Перемога  | 1.   | 2 серпня 1993     | Дублін, Ірландія         | Ґрунт      | Valentina Solari       | Vanina Casanova Германа ді Натале               | 4–6, 6–3, 6–2      |
| Поразка   | 2.   | 9 серпня 1993     | Rebecq, Бельгія          | Ґрунт      | Valentina Solari       | Неллі Баркан Ольга Лугіна                       | 1–6, 6–7(1–7)      |
| Перемога  | 3.   | 18 жовтня 1993    | Буенос-Айрес, Аргентина  | Ґрунт      | Laura Montalvo         | Valeria Strappa Вероніка Стеле                  | 6–2, 5–7, 6–1      |
| Перемога  | 4.   | 1 листопада 1993  | Asuncion, Парагвай       | Ґрунт      | Valentina Solari       | Magali Benitez Ларісса Шерер                    | 7–5, 7–5           |
| Перемога  | 5.   | 8 листопада 1993  | Belo Horizonte, Бразилія | Ґрунт      | Valeria Strappa        | Renata Brito Патрісія Сегала                    | 6–4, 6–1           |
| Перемога  | 6.   | 4 вересня 1995    | Медельїн, Колумбія       | Ґрунт      | Еуженія Мая            | Джоанн Мур Хімена Родрігес                      | 6–3, 6–2           |
| Перемога  | 7.   | 18 вересня 1995   | Манісалес, Колумбія      | Ґрунт      | Eugênia Maia           | Joanne Moore Ximena Rodriguez                   | 6–4, 6–3           |
| Поразка   | 8.   | 25 вересня 1995   | Гуаякіль, Еквадор        | Ґрунт      | Eugênia Maia           | Bárbara Castro Марія-Алехандра Кесада           | 6–7(5–7), 1–6      |
| Поразка   | 9.   | 23 жовтня 1995    | Буенос-Айрес, Аргентина  | Ґрунт      | Mariana Lopez Palacios | Paola Suárez Сінтія Торторелла                  | 2–6, 2–6           |
| Перемога  | 10.  | 10 листопада 1996 | Sao Paulo, Бразилія      | Ґрунт      | Larissa Schaerer       | Міріам Д'Агостіні Андреа Віейра                 | 3–6, 6–4, 6–2      |
| Перемога  | 11.  | 13 червня 1999    | Галатіна, İtaly          | Ґрунт      | Еріка Краут            | Джулія Казоні Марія Паола Дзавальї              | 6–1, 6–3           |
| Перемога  | 12.  | 4 липня 1999      | Orbetello, Італія        | Ґрунт      | Кларіса Фернандес      | Марія Головизніна Анастасія Мискіна             | 6–4, 6–2           |
| Перемога  | 13.  | 14 листопада 1999 | Монтеррей, Мексика       | Тверде     | Россана де лос Ріос    | Аліче Канепа Clarisa Fernández                  | 4–6, 7–6(8–6), 6–3 |
| Поразка   | 14.  | 2 квітня 2000     | Ам'єн, Франція           | Ґрунт (i)  | Aliénor Tricerri       | Магда Міхалаке Зузана Валекова                  | 2–6, 4–6           |
| Перемога  | 15.  | 11 червня 2000    | Галатіна, Італія         | Ґрунт      | Аліче Канепа           | Miriam D'Agostini Жоана Кортез                  | 6–4, 4–6, 6–4      |
| Перемога  | 16.  | 18 червня 2000    | Марсель, Франція         | Ґрунт      | Alice Canepa           | Анна Бєлень-Жарська Светлана Кривенчева         | 6–2, 6–3           |
| Поразка   | 17.  | 6 серпня 2000     | Еттенгайм, Німеччина     | Тверде     | Марія Емілія Салерні   | Надія Островська Ганна Запорожанова             | 4–6, 2–6           |
| Поразка   | 18.  | 10 вересня 2000   | Денен, Франція           | Ґрунт      | Олена Бовіна           | Лурдес Домінгес Ліно Марія Хосе Мартінес Санчес | 4–6, 0–6           |
| Перемога  | 19.  | 30 вересня 2000   | Tbilisi, Georia          | Ґрунт      | Мара Сантанджело       | Йоланда Менс Алена Пауленкова                   | 4–6, 6–3, 6–2      |
| Поразка   | 20.  | 8 жовтня 2000     | Батумі, Georia           | Ґрунт      | Ева Дірберг            | Тетяна Перебийніс Тетяна Пучек                  | 4–1, 2–4, 1–4, 2–4 |
| Перемога  | 21.  | 10 грудня 2000    | Богота, Колумбія         | Тверде     | Joana Cortez           | Кларіса Фернандес Кончита Мартінес              | 3–6, 6–1, 6–2      |
| Поразка   | 22.  | 14 жовтня 2002    | Кардіфф, США             | Тверде (i) | Жулі Пуллен            | Маріон Бартолі Ванесса Вебб                     | 4–6, 2–6           |
| Перемога  | 23.  | 8 лютого 2004     | Рокфорд, США             | Тверде (i) | Хісела Дулко           | Ліенн Бейкер Франческа Любіані                  | 6–7(5–7), 6–3, 6–1 |